# Freda Du Faur
Emmeline Freda Du Faur (16. september 1882 - 11. september 1935) var en australsk bjergbestiger, der var den første kvinde, der nåede toppen på New Zealands højeste bjerg, Mount Cook.
Freda Du Faur blev født i en forstad til Sydney, og interessen for bjergbestigning udviklede hun, da familien boede i nærheden af Ku-ring-gai Chase National Park. Her lærte hun sig selv, hvordan man klatrede på klipperne, og da hun arvede en pæn sum penge efter en tante, og hendes forældre var ganske velhavende, havde hun som voksen råd til at rejse og bestige bjerge.
Hun havde ofte ferieret i New Zealand, men kom først til sydøen i 1906, hvor hun blev fascineret af Mount Cook via fotografier. Hun rejste til Sydalperne Og besluttede sig for at bestige nogle af bjergene. To år senere kom hun tilbage og blev oplært i egentlig bjergbestigning af en lokal guide Peter Graham. Du Faurs engagement og vedholdenhed var en kilde til inspiration for de lokale guider, der nu afsøgte deres egne grænser for bjergbestigning.
Det første bjerg, som Freda Du Faur besteg, var Mount Sealy i Sydalperne, og hun nåede med Peter Graham toppen 19. december 1909. Hendes adfærd vakte en del forargelse på det mondæne hotel, The Hermitage, ved foden af bjergområdet, hvorfra ekspeditionerne udgik. Forargelsen gik dels på hendes påklædning, idet Du Faur klædte sig praktisk med skørter, der gik over knæene, dels at hun ved bestigningen overnattede alene med Graham. Samtidig blev hun også en slags rollemodel for andre yngre kvinder, der ikke var glade for de snærende moralske bånd i tidens samfund.
Det følgende år forberedte hun sig systematisk på at bestige Mount Cook, blandt andet sammen med Muriel Cadogan, og 3. december 1910 nåede hun sammen med Peter og Alec Graham bjergets top. Bedriften vakte behørig opsigt, og hun slap efterhånden ud den moralske forargelse over sin livsførelse. I de følgende år besteg hun en række andre bjerge og satte i den forbindelse en række rekorder. Således var hun den anden, der nåede toppen af Mount Tasman, og den første på toppen af Mount Dampier. 3. januar 1913 var hun med to ledsagere den første, der nåede alle tre toppe på Mount Cook.
Senere samme år rejste hun sammen med Cadogan til England, og de to kvinder havde planer om at bestige bjerge i Alperne, Canada og Himalaya. Første verdenskrig satte dog en stopper for disse planer, og i stedet skrev de en bog om Du Faurs bestigning af Mount Cook. Du Faur og Cadogan boede sammen i et hus i udkanten af Bournemouth i nogle år i 1920'erne, men da Cadogan fik et psykisk nedbrud, sørgede Du Faur for, at de begge fik en plads på et behandlingshjem et stykke tid. Da Du Faur flyttede ud, varede det ikke så længe, inden Cadogans familie hentede hende med hjem til Australien. På hjemrejsen døde Muriel Cadogan i juni 1929, og det påvirkede Du Faur meget. Hun boede ganske vist fortsat nogle år i huset i Bournemouth, i perioder sammen med en anden kvinde. Men efter nogle år rejste hun tilbage til Australien og bosatte sig i Sydney. Her genoptog hun en gammel beskæftigelse med at vandre i bushen. Hun sørgede imidlertid stadig over tabet af sin nære veninde og over ikke at kunne finde ud af, hvordan hun døde. Det endte med, at hun begik selvmord med kulilteforgiftning. Hun blev begravet i diskretion, men hun er siden blev behørigt æret for sine bedrifter, der ikke mindst er anerkendt i New Zealand. Således rejste en gruppe newzealændere i 2006 en markant mindesten ved hendes grav. Tidligere blev tre bjergtoppe i Sydalperne opkaldt til ære for hende: Du Faur, Pibrac og Cadogan efter hende selv, hendes families hus og hendes elskede veninde.
1. ↑  Navnet er anført på engelsk og stammer fra Wikidata hvor navnet endnu ikke findes på dansk.